# 127-я зенитно-ракетная бригада
127-я зенитно-ракетная бригада (127 ЗРБр) — соединение зенитно-ракетных войск противовоздушной обороны СССР. Осуществляла прикрытие северо-западного стратегического направления со штабом и командным пунктом (КП) в городе Лида Гродненской области БССР. Организационно входила в 11-й корпус 2-й отдельной армии ПВО СССР. Расформирована в 1995 году.

## История
Была сформирована в феврале 1944 года под названием 605-й зенитно-артиллерийский полк (605 ЗАП). Днём создания считается 23 февраля. Первым местом боевой службы полка была столица Польши город Варшава. Полк неоднократно участвовал в отражении налётов люфтваффе, но конкретных данных о количестве сбитых самолётов в историческом формуляре части нет. В конце 1945 года полк переводится в Белоруссию в посёлок Масюковщина для противовоздушной обороны города Минск. После войны полк вооружают 100-мм зенитными пушками КС-19.
В 1960 году часть перебазируют в Гродненскую область, вооружают зенитно-ракетными комплексами С-75 «Десна» и из 605-го ЗАП переименовывают в 605-й зенитно-ракетный полк (605 ЗРП). С 1963 года на вооружение поступают модернизированные ЗРК С-75 «Волхов». Боевой задачей полка являлось прикрытие городов Гродно, Лида, командного пункта и стартовых позиций 49-й дивизии РВСН, аэродромов в Лиде, Щучине и Росси.
Для выполнения поставленной боевой задачи был определён и соответствующий боевой порядок полка. В начале полк состоял из 5 дивизионов С-75 «Волхов» со стартовыми позициями: Россь, Щучин, Гродно (д. Ратичи), д. Трабы и д. Провожа.
Начало формирования и становления соединения было непростым. На укомплектование поступали офицеры из зенитной артиллерии, авиации, флота и даже сухопутных войск, которые новой ракетной техники не знали, переучивались на неё в учебных центрах и самостоятельно. Военные училища войск ПВО только в 1960 году выпустили первый выпуск специалистов зенитно-ракетных войск, и в дивизионах их было по 1-2 человека. С 1962 года на укомплектование дивизионов из училищ поступили уже настоящие специалисты.
Далее процесс совершенствования боевых возможностей соединения продолжался. В 1965 году на вооружение поступают ЗРК С-125 «Нева», а с 1970 года — ЗРК С-125М «Нева-М». В начальный период позиции дивизионов С-75 и С-125 были совмещены (Россь, Щучин, Провожа). Впоследствии для С-125 были определены и построены отдельные стартовые позиции.
В 1967 году, с развертыванием и постановкой на боевое дежурство шести дивизионов ЗРК С-125, 605-й зенитно-ракетный полк переименовывают в 127-ю зенитно-ракетную бригаду (127 ЗРБр).
В 1973 году на вооружение бригады поступает ЗРК дальнего действия С-200В «Вега». Стартовые позиции для двух зенитных и технический дивизион С-200 были компактно размещены в пяти километрах от Лиды около деревни Гуды. После выполнения на полигоне Сары-Шаган боевых стрельб дивизионы ЗРК С-200В 1 декабря 1974 года заступили на боевое дежурство. Группа дивизионов С-200 стала основным и наиболее мощным средством противовоздушной обороны, имеющимся в распоряжении бригады.
После расформирования бригады в 1995 году на базе группы дивизионов ЗРК С-200 (Гуды-1) был создан 127-й зенитно-ракетный полк (127 ЗРП войск ПВО Республики Беларусь). Полк просуществовал до 2002 года, после чего был расформирован.
В том же 1995 году гродненская группа дивизионов (9 и 10 зрдн) была передана в 115-ю зенитно-ракетную бригаду (штаб в Бресте) и составила в ней 1-ю группу дивизионов.

## Дислокация и вооружение
- КП, г. Лида — автоматизированная система управления АСУРК-1МА, позже АСУ «Сенеж-М»

Состав бригады по состоянию на 1991 год.

### Зенитно-ракетные дивизионы
- 1 зрдн, Лида (Гуды-1) — ЗРК С-200М «Вега-М»
- 2 зрдн, Лида (Гуды-1) — ЗРК С-200М «Вега-М»
- 3 зрдн, Провожа — ЗРК С-75 «Волхов»
- 4 зрдн, Ратичи — ЗРК С-75 «Волхов»
- 5 зрдн, Щучин — ЗРК С-75 «Волхов»
- 6 зрдн, Россь — ЗРК С-75 «Волхов»
- 7 зрдн, Лида (Молодёжный) — ЗРК С-125М1 «Нева-М1»
- 8 зрдн, Василишки — ЗРК С-125М1 «Нева-М1»
- 9 зрдн, Гродно (Лапенки) — ЗРК С-125М1 «Нева-М1»
- 10 зрдн, Гродно (Гибуличи) — ЗРК С-125М1 «Нева-М1»
- 11 зрдн, Мосты — ЗРК С-125М1 «Нева-М1»
- 12 зрдн, Волковыск — ЗРК С-125М1 «Нева-М1»

Во всех дивизионах С-200 и С-75 на вооружении, кроме обычных, находились ракеты со спецзарядом (ядерные) по три изделия на каждый дивизион.

### Технические дивизионы
- 13 тдн ЗРК С-200, Лида (Гуды-1)
- 14 тдн ЗРК С-125, Желудок
- 15 тдн ЗРК С-75, Желудок

Технические дивизионы обеспечивали обслуживание зенитно-ракетных комплексов и непосредственно ракет комплексов.

## Боевые возможности
Благодаря наличию на вооружении трёх типов зенитно-ракетных комплексов бригада была способна поражать все типы аэродинамических целей на высотах от 20 метров (С-125) до 40 километров (С-200) и на дальностях от 3,5 (С-125) до 250 километров (С-200). Радиусы поражения дивизионов, накладываясь друг на друга, создавали сплошную зону поражения над территорией Гродненской области, а дальняя граница зоны поражения комплекса С-200 начиналась над Польшей на западе и над Литвой на севере. Боевой задачей ЗРК С-200 являлось уничтожение скоростных высотных целей, таких как самолёты-разведчики (SR-71), стратегические бомбардировщики типа B-52, а также самолётов дальнего радиолокационного обнаружения и постановщиков активных помех. ЗРК С-125 должны были уничтожать маловысотные цели, а С-75 дополняли противовоздушную оборону, действуя на средних высотах и дальностях до 40 км. Применение комплексами С-200 и С-75 ракет со спецзарядами планировалось по групповым целям на больших высотах в условиях начала ядерной войны.

## Награды и отличия
В 1972 году за успехи в боевой подготовке Постановлением Президиума Верховного Совета и Совета Министров СССР бригада награждена «Юбилейным Почётным знаком» Архивная копия от 18 мая 2021 на Wayback Machine.
В 1978 году — Вымпелом Министра Обороны СССР «За мужество и воинскую доблесть».

## Командиры и начальники

### Командиры бригады
- п-к Яловой
- п-к Казаков
- п-к Кувалдин
- п-к Матвеев
- п-к Руденко
- п-к Корзун
- п-к Яшагин
- п-к Табатадзе А. Н.
- п-к Хомутников

### Начальники политотдела
- п-к Ваулин
- п-к Чернявский
- п-к Будников
- п-к Рымарев
- п-к Шерпаев
- п-к Голобоков А. А.
- п-к Ткачёв
- п-к Мальцев
- п-к Мулярчик

### Начальники штаба
- п-к Черников
- п-к Булгаков
- п-к Веремеев
- п-к Алексеев
- п-к Денис
- п-к Полтавский
- п-к Моторин
- п-к Аджимамедов
- п-к Усовик

### Первые заместители командира бригады
- п-к Чумак
- п-к Денисенко
- п-к Хорошев
- п-к Духанин
- п-к Сельский

### Командиры группы дивизионов С-200
- п-к Лютенко
- п-к Левушкин
- п-к Хазанов
- п-к Завирухин